# Palazzo Dragoni
Palazzo Dragoni è ubicato a Prato sul lato occidentale di piazza del Duomo in una posizione prospiciente e leggermente defilato rispetto alla facciata della cattedrale.

## Storia e descrizione
Sorge su un’area cimiteriale risalente a Carlo Magno, vista dalla datazione delle ossa e di alcune monete rinvenute a circa 7 metri al di sotto della quota della strada e su un’antica torre, distrutta nel 1293. 
Fu edificato nel ‘700 dall’omonima famiglia Dragoni, riconosciuta nobile nella prima tornata di registrazioni, tra il 1763 e il 1765, dopo aver fatto fortuna nel XVI secolo come speziali. Al piano terreno si può vedere ancora oggi in una nicchia circolare, un affresco dei primi del ‘500 raffigurante una Madonna con Bambino.
Durante il XIX secolo, il palazzo subì rimaneggiamenti come il rifacimento della facciata, intorno al 1745, costituita dalla particolare presenza di 30 finestre, scandire da dieci fitti assi di apetture su quattro piani, con mostre in arenaria decorate superiormente da volute, la costruzione del lungo balcone che attraversa tutto il primo piano, costruito per volere della famiglia Panichi, succeduta ai Taddeucci, e cambiandone la conformazione secondo l’attuale aspetto.

## Accademia degli Infecondi
Palazzo Dragoni fu sede dell'Accademia degli Infecondi. Fondata nel 1712 per iniziativa del letterato canonico Giuseppe Bianchini, accademico della Crusca, con dichiarati intenti letterari. Fino dalle sue origini venne posta sotto la direzione di un Console, coadiuvato da un Collegio di deputati e sotto il patronato di alti personaggi, generalmente fiorentini. Nel 1819 si fuse con l'Accademia Filarmonica dando luogo all'Imperiale e Regia Accademia degli Infecondi e Filarmonici. Nel 1862, all'indomani dell'Unità d'Italia, gli infecondi chiesero la protezione reale a Vittorio Emanuele II, cui però non piacque il loro nome, che l'8 aprile venne mutato in quello di Regia Società dei Misoduli. Non si tratta evidentemente di un termine comune della lingua italiana. Come misogini sono coloro che odiano le donne, così misoduli dovrebbero essere coloro che odiano i servi o gli schiavi. Si può immaginare che l’intenzione fosse di distinguersi così dal comportamento servile delle classi inferiori, ma pare che lo scopo fosse più nobile e che si debba leggere quel termine come odiatori della schiavitù.
Dal 1875 la Società ha avuto sede al primo piano del palazzo Vai sempre a Prato prima di venire sciolta del 1998.